# Adjani, bande originale
Albums de Isabelle Adjani
Pull marine
(1983)
Singles
1. Les courants d'air (avec Gaëtan Roussel)
Sortie : 7 juillet 2023

Adjani, bande originale est le deuxième album studio de l'actrice et chanteuse française Isabelle Adjani, sorti le 10 novembre 2023.
Il s'agit d'un album de duos.

## Liste des pistes
| No  | Titre                                                      | Durée |
| --- | ---------------------------------------------------------- | ----- |
| 1.  | Prélude (avec Peter Murphy)                                | 1:26  |
| 2.  | Samouraï (avec Étienne Daho)                               | 3:44  |
| 3.  | Shamisen                                                   | 1:46  |
| 4.  | C'est lui (avec Simon Le Bon)                              | 5:31  |
| 5.  | D'accord (avec Youssou N'Dour)                             | 4:27  |
| 6.  | Il ne manque plus que tu me manques (avec Benjamin Biolay) | 3:40  |
| 7.  | Les courants d'air (avec Gaëtan Roussel)                   | 3:46  |
| 8.  | Homme et femme (avec Daniel Darc)                          | 4:36  |
| 9.  | Hara-kiri (avec Seal)                                      | 5:30  |
| 10. | Où tu ne m'attendais pas (avec Christophe)                 | 5:00  |
| 11. | Japan Airlies (avec Peter Murphy)                          | 6:54  |
| 12. | Pour ce que je sais de toi (avec Philippe Pascal)          | 5:06  |
| 13. | Il manque un mot (avec David Sylvian)                      | 4:52  |
| 14. | Seule (avec Akhenaton)                                     | 4:53  |